# Berliner Bankenskandal (1891)
Berliner Bankenskandal ist die Bezeichnung für einen Bankenskandal in Berlin im Jahr 1891.
Während des Konjunkturrückgangs von 1891 waren in Berlin Fälle von Depotunterschlagungen, Fälschungen und Missstände beim Warenterminhandel bekannt geworden. Der Konkurs des Bankhauses C. W. Schnöckel jr. Anfang September 1891 hatte den Zusammenbruch weiterer Berliner Bankhäuser zur Folge. Schnöckel erlitt Verluste durch fehlgeschlagene Differenzgeschäfte und musste seine Zahlungen einstellen. Die Verbindlichkeiten von 2 Millionen Mark konnte Schnöckel nicht zurückzahlen und nahm sich daraufhin das Leben. Das Bankhaus Hirschfeld & Anton Wolff stellte am 3. November 1891 bei einem Verlust von 5 Millionen Mark die Zahlungen ein. Die Wechselbank Hermann Friedländer & Sommerfeld beging Depotunterschlagung, indem sie die ihren Kunden gehörenden Wertpapiere rechtswidrig zum Zwecke des Eigenhandels in Differenzgeschäften verwendete. Partner Sommerfeld beging ebenfalls Selbstmord. Es folgte der Zusammenbruch des Bankhauses Eduard Maaß. Daraufhin entstand ein Bank Run auf die Einlagen der meisten Privatbanken, der auch das Bankhaus F. W. Krause & Co. nicht verschonte. Am 9. November 1891 stürmten die Kunden die Bank und verlangten die Auszahlung ihrer Depots, wobei die Polizei die Ordnung aufrechterhalten musste. Die öffentliche Kritik an Differenzgeschäften führte im Dezember 1894 auch zu einer ablehnenden Haltung des Reichsgerichts gegenüber diesen Geschäften.